# Phthiracarus probus
Phthiracarus probus är en kvalsterart som beskrevs av Wojciech Niedbała och Matthew J. Colloff 1977. Phthiracarus probus ingår i släktet Phthiracarus och familjen Phthiracaridae. Inga underarter finns listade i Catalogue of Life.